# TT Isla de Man de 1955
El TT Isla de Man de 1955 fue la primera prueba de la temporada 1955 del Campeonato Mundial de Motociclismo. El Gran Premio se disputó del 8 al 10 de junio de 1955 en el circuito de Snaefell Mountain Course.

## Resultados TT Senior 500cc
El equipo MV Agusta no había venido a Isla de Man con sus máquinas de 500 cc. Prácticamente no tenía conductores que conocieran el trazadpo de Snaefell. Solo Carlo Bandirola había competido una vez en el Senior TT en 1953, pero luego se retiró después de que su compañero de equipo Les Graham resultara fatalmente herido. Por eso tenían planeado traer a Ray Amm pero murió fatalmente en abril durante la Coppa d'Oro Shell en Imola. En la tercera vuelta Geoff Duke hizo la vuelta más rápida de la historia. Dominó el Senior TT y ganó con casi dos minutos de ventaja de su compañero de equipo Reg Armstrong. El equipo Moto Guzzi comenzó con la Quattro Cilindri de 1952, con la que Ken Kavanagh acabó tercero, pero con casi cinco minutos por detrás.
| Pos.    | Piloto         | Equipo     | Tiempo/Retirado | Puntos |
| ------- | -------------- | ---------- | --------------- | ------ |
| 1       | Geoff Duke     | Gilera     | 2:41"49'8       | 8      |
| 2       | Reg Armstrong  | Gilera     | 2:43"49'0       | 6      |
| 3       | Ken Kavanagh   | Moto Guzzi | 2:46"32'8       | 4      |
| 4       | Jack Brett     | Norton     | 2:47"39'6       | 3      |
| 5       | Bob McIntyre   | Norton     | 2:48"53'2       | 2      |
| 6       | Derek Ennett   | Matchless  | 2:51"14'4       | 1      |
| 7       | Bill Lomas     | Moto Guzzi | 2:53"54'8       |        |
| 8       | Eric Jones     | Norton     | 2:54"45'2       |        |
| 9       | Derek Powell   | Matchless  | 2:55"25'2       |        |
| 10      | Peter Davey    | Norton     | 2:56"15'0       |        |
| 11      | Ray Travers    | Norton     | 2:56"44'0       |        |
| 12      | Mike O'Rourke  | Norton     | 2:56"47'6       |        |
| 13      | John Hartle    | Norton     | 2:56"56'6       |        |
| 14      | Eddie Grant    | Norton     | 2:56"57'6       |        |
| 15      | Harry Pearce   | Matchless  | 2:57"32'0       |        |
| 16      | Bob Brown      | Matchless  | 2:57"40'6       |        |
| 17      | Arthur Wheeler | Matchless  | 2:58"24'0       |        |
| 18      | John Denton    | Norton     | 2:58"49'4       |        |
| 19      | Fred Cook      | Matchless  | 2:58"49'4       |        |
| 20      | Len Aislable   | Norton     | 2:58"59'6       |        |
| 25      | Dave Chadwick  | Norton     | 3:01"28'8       |        |
| 26      | Frank Perris   | Matchless  | 3:02"49'2       |        |
| 29      | John Surtees   | Norton     | 3:05"13'6       |        |
| 33      | Ralph Rensen   | Norton     | 3:06"39'4       |        |
| 36      | Terry Shepherd | Norton     | 3:06"53'0       |        |
| 38      | Bill Beevers   | Norton     | 3:07"53'0       |        |
| 47      | Frank Norris   | Norton     |                 |        |
| Ret     | Charlie Salt   | BSA        | Ret             |        |
| Ret     | Jack Ahearn    | Norton     | Ret             |        |
| Ret     | John Clark     | Matchless  | Ret             |        |
| Ret     | Percy Tait     | Norton     | Ret             |        |
| Ret     | John Hempleman | Norton     | Ret             |        |
| Ret     | Peter Murphy   | Matchless  | Ret             |        |
| Ret     | Sven Andersson | Norton     | Ret             |        |
| Ret     | Louis Carr     | Norton     | Ret             |        |
| Ret     | Roy Ingram     | Norton     | Ret             |        |
| Fuente: |                |            |                 |        |

## Resultados Junior 350cc
Debido a que Dickie Dale estaba lesionado, Moto Guzzi tenía un problema. Enrico Lorenzetti estaba familiarizado con la carrera pero solo lo había montado con máquinas ligeras. Roberto Colombo nunca había conducido una de ellas. Así que sólo Cecil Sandford y Ken Kavanagh eran las opciones de la escuderá italiana. Para estar seguros, le pidieron al piloto de MV Agusta Bill Lomas que reemplazara a Dale. Sin embargo, Kavanagh se retiró y Sandford no pudo competir contra Bob McIntyre con la serie Norton Manx (Norton Manx). Lomas lo logró, aunque después de una buena pelea con McIntyre. Bill Lomas se aseguró de que, por primera vez en la historia, una máquina no británica gana el Junior TT y lo hizo dos días después de que ya hubiera ganado el Lightweight 250 cc TT para su actual equipo, la MV Agusta.
| Pos. | Piloto          | Moto       | Tiempo/Retirado | Puntos |
| ---- | --------------- | ---------- | --------------- | ------ |
| 1    | Bill Lomas      | Moto Guzzi | 2:51"38'2       | 8      |
| 2    | Bob McIntyre    | Norton     | 2:52"38'2       | 6      |
| 3    | Cecil Sandford  | Moto Guzzi | 2:53"02'2       | 4      |
| 4    | John Surtees    | Norton     | 2:54"52'2       | 3      |
| 5    | Maurice Quincey | Norton     | 2:55"42'0       | 2      |
| 6    | John Hartle     | Norton     | 2:56"55'0       | 1      |
| 7    | Derek Ennett    | AJS        | 2:58"38'4       |        |
| 8    | Duilio Agostini | Moto Guzzi | 3:00"24'8       |        |
| 9    | Peter Murphy    | AJS        | 3:00"38'0       |        |
| 10   | Jack Ahearn     | Norton     | 3:02"01'2       |        |
| 11   | Phil Carter     | AJS        | 3:03"04'6       |        |
| 12   | Arthur Wheeler  | AJS        | 3:03"54'2       |        |
| 13   | Frank Fox       | Norton     | 3:04"23'0       |        |
| 14   | Bill Collett    | AJS        | 3:05"28'4       |        |
| 15   | Percy Tait      | AJS        | 3:05"36'6       |        |
| 16   | Harry Pearce    | AJS        | 3:06"27'0       |        |
| 17   | Charlie Salt    | BSA        | 3:06"36'0       |        |
| 18   | Derek Powell    | AJS        | 3:06"50'0       |        |
| 19   | Tony Ovens      | AJS        | 3:07"19'4       |        |
| 20   | Jack Wood       | Norton     | 3:07"38'0       |        |
| 21   | John Hempleman  | Norton     | 3:08"53'8       |        |
| 33   | Bill Beevers    | Norton     | 3:12"37'0       |        |
| 46   | Bob Brown       | AJS        | 3:22"52'0       |        |
| 49   | Sven Andersson  | Norton     |                 |        |
| Ret  | Ken Kavanagh    | Moto Guzzi | Ret             |        |
| Ret  | Dave Chadwick   | Norton     | Ret             |        |
| Ret  | Ralph Rensen    | Norton     | Ret             |        |
| Ret  | Frank Norris    | AJS        | Ret             |        |
| Ret  | Jack Brett      | Norton     | Ret             |        |
| Ret  | Dave Chadwick   | Norton     | Ret             |        |

## Resultados Lightweight 250cc
Bill Lomas ganó la carrera de Lightweight 250 cc TT con la MV Agusta 203 Bialbero aún sin desarrollar. Pero ahora que la evolución de la NSU se había detenido, esa máquina era lo suficientemente fuerte como para vencer al Moto Guzzi 250 Bialbero. Moto Guzzi también había enviado solo a Cecil Sandford. Enrico Lorenzetti se quedó en Italia y Arthur Wheeler condujo como privado. Hermann Paul Müller ya no tenía acceso a la fábrica de NSU Rennmax pero terminó tercero.
| Pos. | Piloto              | Mot           | Tiempo/Retirado | Puntos |
| ---- | ------------------- | ------------- | --------------- | ------ |
| 1    | Bill Lomas          | MV Agusta     | 1:21:38.2       | 8      |
| 2    | Cecil Sandford      | Moto Guzzi    | +51.2           | 6      |
| 3    | Hermann Paul Müller | NSU           | +4:43.4         | 4      |
| 4    | Arthur Wheeler      | Moto Guzzi    | +8:06.2         | 3      |
| 5    | Dave Chadwick       | R.D. Special  | +9:07.4         | 2      |
| 6    | Bill Webster        | Velocette     | +13:27.2        | 1      |
| 7    | Phil Carter         | Norton        | +15:27.6        |        |
| 8    | Bill Maddrick       | Moto Guzzi    | +16:16.8        |        |
| Ret  | Frank Burman        | EMC Puch      | Ret             |        |
| Ret  | Frank Cope          | Norton        | Ret             |        |
| Ret  | Cliff Ellerby       | AJS           | Ret             |        |
| Ret  | Ivan Lloyd          | M&F Excelsior | Ret             |        |
| Ret  | Umberto Masetti     | MV Agusta     | Ret             |        |
| Ret  | Luigi Taveri        | MV Agusta     | Ret             |        |
| Ret  | Des Wright          | NSU           | Ret             |        |
| Ret  | W.H. Spence         | NSU           | Ret             |        |

## Ultra-Lightweight 125 cc TT
La carrera Lightweight 125 cc TT terminó en una feroz pelea entre Carlo Ubbiali y el recién llegado Luigi Taveri. Taveri inicialmente lideró la carrera, pero Ubbiali logró vencerlo por tan solo dos segundos. Detrás de los pilots de MV Agusta, llegó Giuseppe Lattanzi con su Mondial.
| Pos. | Corredor          | Moto       | Tiempo    | Puntos |
| ---- | ----------------- | ---------- | --------- | ------ |
| 1    | Carlo Ubbiali     | MV Agusta  | 1:23:38.2 | 8      |
| 2    | Luigi Taveri      | MV Agusta  | +2.0      | 6      |
| 3    | Giuseppe Lattanze | FB Mondial | +2:14.8   | 4      |
| 4    | Bill Lomas        | MV Agusta  | +2:59.6   | 3      |
| 5    | Bill Webster      | MV Agusta  | +20:35.8  | 2      |
| 6    | Ross Porter       | MV Agusta  | +22:26.8  | 1      |
| 7    | Frank Burman      | EMC-Puch   | +22:33.8  |        |
| 8    | Len Harfield      | LCH        | +27:11.8  |        |
| Ret  | Frank Cope        | Norton     | Ret       |        |
| Ret  | Romolo Ferri      | FB Mondial | Ret       |        |
| Ret  | Bert Fruin        | EMC Puich  | Ret       |        |
| Ret  | Digby Larque      | Anelay     | Ret       |        |
| Ret  | Bill Maddrick     | MV Agusta  | Ret       |        |
| Ret  | Umberto Masetti   | MV Agusta  | Ret       |        |
| Ret  | Tarquinio Provini | FB Mondial | Ret       |        |
| Ret  | Norman Webb       | MV Agusta  | Ret       |        |